# Ada de Caria
Ada de Caria (¿-?), sátrapa de Caria desde el 344 a. C. hasta el 340 a. C. y desde el 334 a. C. hasta el 326 a. C..

## Contexto histórico
Ada era hija de Hecatomno, fundador de la dinastía Hecatómnida de sátrapas de Caria. No solo su padre, sino también su hermano mayor Mausolo, su hermana (y esposa de Mausolo) Artemisia y su hermano/marido Hidrieo habían ocupado el cargo. Mausolo había expandido el poder cario, Artemisia lo había asegurado e Hidrieo había continuado incrementando el prestigio de Caria. Sin embargo, cuando dejó la satrapía a Ada cometió un error, ya que el hermano menor Pixodaro lo tomó como una ofensa.

## Guerra civil
Las dos partes se enfrentaron y en el 340 a. C., Pixodaro logró el control de la capital Halicarnaso. Sin embargo, Ada aún recibía apoyo de otros puntos del país y se hizo con la fortaleza de Alinda. La dinastía fue desacreditada por estos hechos y a la muerte de Pixodaro en el 334 a. C., el rey Darío III envió desde Susa a un noble persa llamado Orontobates para hacerse cargo de la satrapía. Estaba casado con una hija de Pixodaro. Se desconoce desde cuándo, pero es posible que desde antes del 334 a. C. Si Pixodaro hubiera fallecido sin yerno, lo más fácil para Darío para resolver los problemas de la débil satrapía habría sido reconocer a Ada. El hecho de que no lo hiciera hace suponer que Orontobates ya había entrado en la familia, pudiendo reclamar el cargo.

## Alianza con Alejandro Magno
Ese mismo año Alejandro Magno invadió el Asia Menor. Al llegar a Caria recibió la visita de Ada, quien le pidió ayuda para recuperar la satrapía a cambio de su apoyo para someter ciertas regiones de la zona que se mantenían todavía en armas. Es lógico suponer que la heredera de Hecatomno tuviera cierta autoridad sobre los aristócratas locales recalcitrantes con el nuevo poder establecido. Alejandro aceptó el trato y Ada adoptó formalmente como hijo al macedonio. Ada fue nombrada sátrapa de nuevo. Desafortunadamente, aún tenía que recuperar Halicarnaso, lo que no era una tarea nada fácil. Sus muros habían sido construidos por Mausolo a prueba de las recién inventadas catapultas. Además, la defendían mercenarios griegos comandados por un excelente general, Memnón de Rodas. Con el tiempo la ciudad capituló. El asedio a la fortaleza lo llevó adelante la propia Ada ya que Alejandro debía continuar su camino hacia el este. Se rindió al cabo de un año. Se desconoce que fue de Orontobates.
A partir de aquí se pierde la pista de la caria, aunque parece que permaneció al frente de la satrapía hasta el 326 a. C..